# Ballstedt
Ballstedt ist eine Gemeinde im Norden des Landkreises Weimarer Land in Thüringen. Erfüllende Gemeinde ist seit dem 1. Januar 2019 die Landgemeinde Am Ettersberg.

## Lage
Ballstedt liegt südwestlich der Kerngemeinde Berlstedt am Südrand des Thüringer Beckens am Fuß der Nordwestabdachung des Großen Ettersberges und in seinem Regenschatten. Durch den Ort fließt der Wolfsbach. Er wird nordöstlich von Ballstedt in der Talsperre Vippachedelhausen angestaut. Die Flur des Dorfes ist auf Grund der natürlichen Voraussetzungen angelegt und wird auch so für die Ernährung der Bevölkerung genutzt.

## Geschichte
Die erste gesicherte Erwähnung des Ortes Ballstedt erfolge am 24. April 1256 im Urkundenbuch der Erfurter Stifte und Klöster. Bei einer früheren Erwähnung um 900 im Besitzbuch des Klosters Fulda als Boldolfstete ist nicht sicher, ob Ballstedt oder Ballstädt bei Gotha gemeint ist. Letzteres wurde allerdings in einer anderen Urkunde als Baldenstedt bezeichnet.
Der Ortsname wandelte sich von Baldinstete, über Baldestet zu Ballstedt. Seit dem Mittelalter sind zwei Güter mit 70 ha bzw. 25 ha Größe nachweisbar. Im 18. Jahrhundert wurden diese dem Kammergut Bachstedt angegliedert.

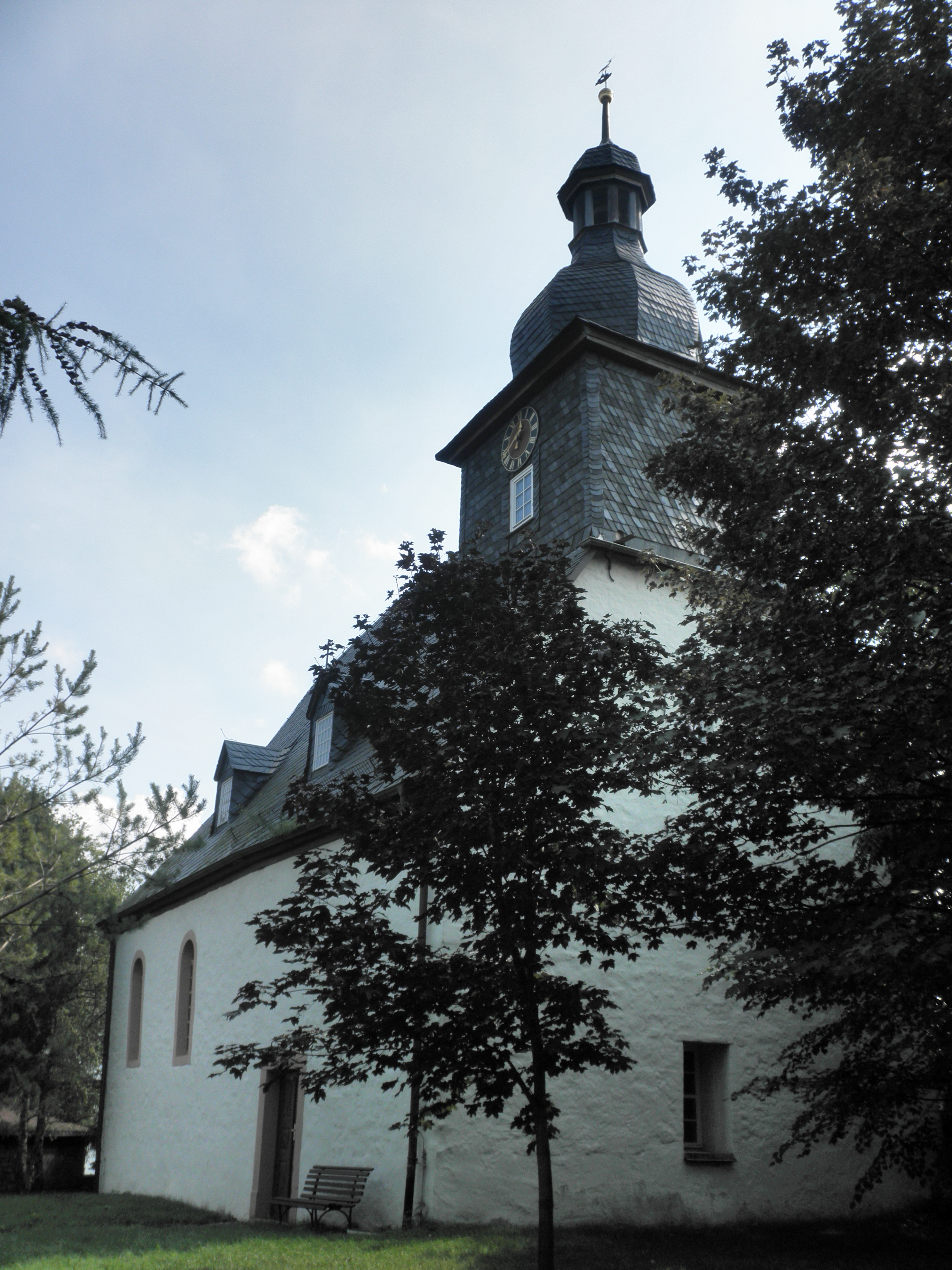
Kirche in Ballstedt

Durch die Lage an der Via Regia erlangte der Ort einige Bedeutung. Jedoch führte die Nähe zu dieser Heerstraße im Kriegsfall zu Zerstörungen und Plünderungen. So brannten kaiserliche Truppen in den Jahren 1636/1637 während des Dreißigjährigen Krieges den Ort vollständig nieder. 1640 war infolge der Kriegseinwirkungen die Einwohnerzahl gesunken. Nur noch fünf Familien wurden gezählt, 32 Häuser standen leer.
Zwischen 1806 und 1813 kam es im Zuge der Koalitionskriege wiederum zu Zerstörungen.
Die Haupterwerbsquelle des Ortes bildete die Landwirtschaft. Ab dem 16. Jahrhundert ist Waidanbau nachweisbar.
Im Jahr 1533 wurde eine Schule in Ballstedt gegründet. Heute besuchen die Kinder die Schule in Berlstedt.
1811 gelangte Ballstedt als Amtsdorf zum Amt Weimar. Im Jahr 1922 wurde der Landkreis Weimar gebildet, dem Ballstedt bis zur Vereinigung mit dem Kreis Weimarer Land angehörte. Bis zum 1. Januar 2019 war das Dorf Teil der Verwaltungsgemeinschaft Nordkreis Weimar.

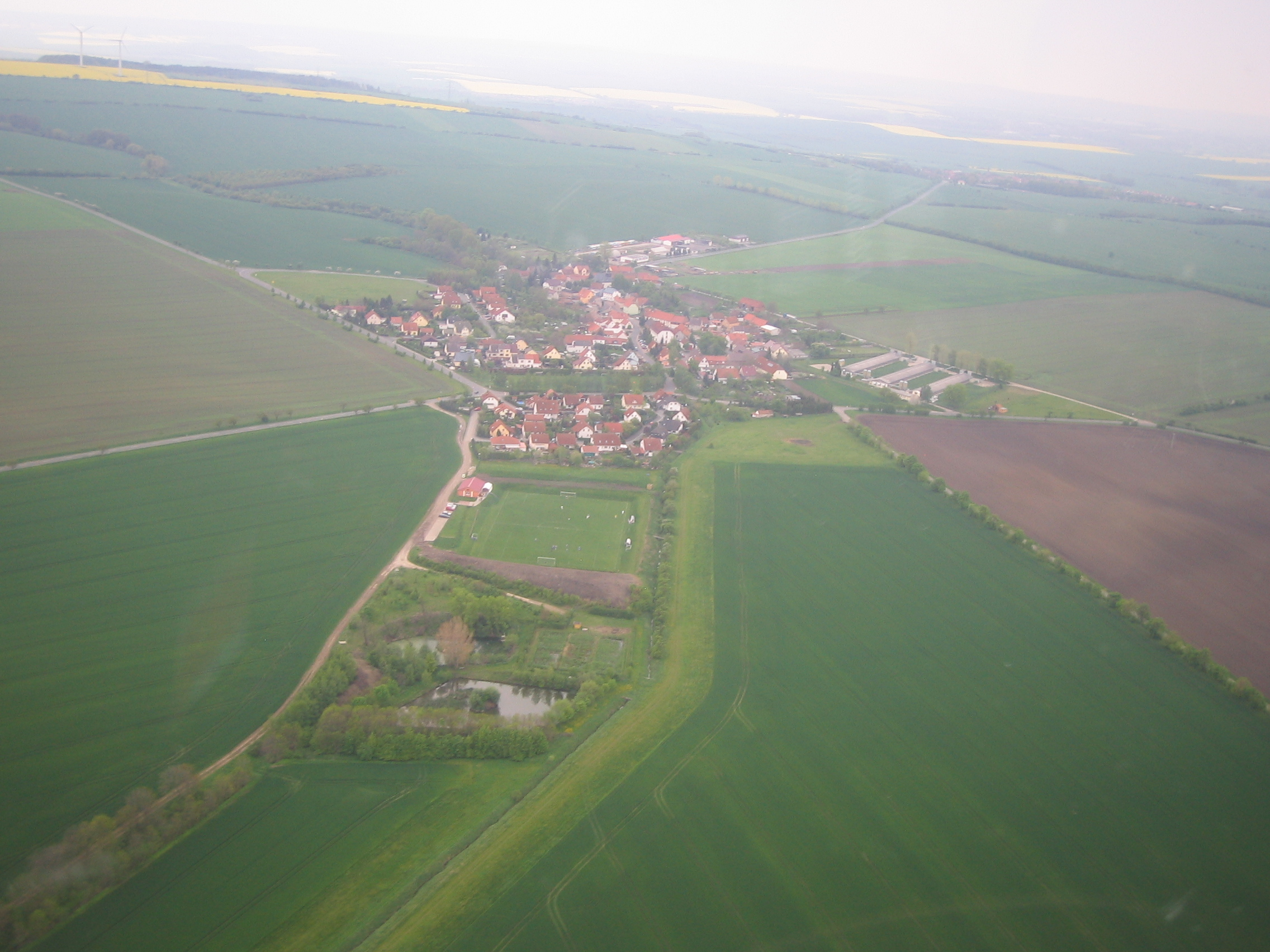
Blick auf Ballstedt

## Sehenswürdigkeiten
Kirche und Kirchhof wurden in die Denkmalliste des Kreises Weimarer Land aufgenommen.
Um 1500 wurde die Kirche in spätgotischem Stil erbaut. 1637 brannte sie infolge der Kriegseinwirkungen völlig aus. Der Wiederaufbau erfolgte erst 1700–1701, da sich der Ort nur langsam von den Folgen des Dreißigjährigen Krieges erholte. 1988 erfolgte eine Renovierung. Zwischen 1999 und 2001 wurde die Kirche grundlegend saniert und restauriert. Im Inneren sind zwei beschädigte Grabsteine aus dem 16. und 17. Jahrhundert erhalten.

## Persönlichkeiten
- Tobias Kiel (* 29. Oktober 1584 in Ballstedt; † 1627), geistlicher Dichter und Dramatiker
- Siegfried Baumbach (* 6. Juli 1907 in Ballstedt; † 25. August 1981 in Hamburg), Astrophysiker, Astronom, Meteorologe und Hochschullehrer